# Miss Costa Rica 2023
Miss Costa Rica 2023 fue la 68.ª edición del Certamen Nacional de Miss Costa Rica. Se llevó a cabo el 16 de agosto de 2023 en el Estudio Marco Picado en San José, Costa Rica. La final fue transmitida por Teletica. Al final del evento, María Fernanda Rodríguez Ávila también Miss Costa Rica 2022 de Alajuela, coronó a Lisbeth Valverde Brenes también conocida como "La Barbie Tica", que al igual es representante de Alajuela  como su sucesora, la cual tendrá el derecho de representar a Costa Rica en Miss Universo 2023. La edición de 2023, contó con 10 candidatas iniciales, luego de una renuncia el número final de aspirantes fue de 9.
Por otra parte, esta edición contó con una adaptación nueva, se implementó una previa llamada Miss Costa Rica 2023: El Reality, aunado a lo anterior, esta edición fue catalogada como la más inclusiva, pues dadas las nuevas políticas de la Organización Miss Universo, se permitió la participación de la primera mujer casada y con hijos, así como una candidata de estatura baja.

## Antecedentes
Luego de la 67.ª edición en donde resultó ganadora María Fernanda Rodríguez Ávila sin clasificación en el certamen internacional de Miss Universo 2022, la organización encargada del certamen Miss Costa Rica, anuncia a mediados del año 2023, la apertura de inscripciones de candidatas para la 68.ª edición del certamen nacional que coronaría a la candidata representante del país rumbo a Miss Universo 2023, que se desarrollará en San Salvador, El Salvador.

## Proceso de selección
El 23 de mayo de 2023, se llevó a cabo la competencia preliminar, llamada «casting», en donde las alrededor de 20 candidatas seleccionadas de la inscripción compitieron en pruebas de personalidad, traje de baño y traje coctel; las diez candidatas finales fueron anunciadas una semana posterior en el programa 7 estrellas.
El jurado calificador se compuso por: 
- Véronique de la Cruz: Miss Francia 1993
- Diana Bonell: Experta en Marketing
- Rodolfo González: Cantante y empresario.

Las puntuaciones fueron acumulativas, por lo que el proceso preliminar se ponderaba con las puntuaciones de la gala final, siendo la candidata que mayor puntuación obtuviera, la que resultara ganadora del certamen nacional.

### Miss Costa Rica: El Reality
Para la presente edición, la Organización Miss Costa Rica implementó el proyecto llamado; Miss Costa Rica 2023: El Reality, en donde semanas previas a la gala de elección y coronación, se mostraría al televidente el proceso de preparación de las candidatas. La directora nacional, en diversos programas y entrevistas mencionaba que el proyecto se buscaba implementar desde la 65.ª edición, la cual ganó Ivonne Cerdas Cascante, no obstante, no tuvo visto bueno por eventos como la pandemia de COVID-19 o la designación de reinas posteriores por decreto. Miss Costa Rica 2023: El Reality; representó una mirada más integral del certamen y las candidatas, en donde se observaron cambios físicos y de otra índole de las candidatas, a partir del asesoramiento de algunos preparadores designados por la organización para encargarse del proceso.

## Resultados
| Posiciones           | Concursante                                             |
| -------------------- | ------------------------------------------------------- |
| Miss Costa Rica 2023 | - Alajuela - Lisbeth Valverde                           |
| Primera Finalista    | - San José - Natalia González                           |
| Segunda Finalista    | - Alajuela - Yoselyn Porras                             |
| Top 5                | - Alajuela - Fabiola Calvo - Heredia - Catalina Murillo |

## Candidatas[5]
El certamen contemplaba 10 finalistas oficiales, no obstante, hubo una renuncia, la de la candidata Nathallie Durán, de 19 años representante de la provincia de Heredia, su renuncia tuvo como justificación el desarrollo de proyectos y de estudios en el exterior.
| Representación | Candidata          | Edad | Profesión                                                    |
| -------------- | ------------------ | ---- | ------------------------------------------------------------ |
| Alajuela       | Fabiola Calvo      | 28   | Enfermera                                                    |
| San José       | Natalia González   | 24   | Relacionista Pública, Comunicadora y Profesional en Mercadeo |
| Alajuela       | Alejandra González | 26   | Comunicadora                                                 |
| Limón          | Fariany Gutiérrez  | 27   | Médico                                                       |
| San José       | Francella Mena     | 28   | Profesional en Mercadeo y Dirección Comercial                |
| Heredia        | Catalina Murillo   | 26   | Administradora de empresas                                   |
| Alajuela       | Deykel Palmer      | 19   | Estudiante                                                   |
| Alajuela       | Yoselyn Porras     | 27   | Esteticista                                                  |
| Alajuela       | Lisbeth Valverde   | 28   | Educadora                                                    |

## Datos relevantes de la edición
- Yoselyn Porras, representante de la provincia de Alajuela se convierte en la primera candidata que participa en Miss Costa Rica siendo una mujer casada con hijos.
- Francella Mena, se convierte en la primera candidata que participa en una edición de Miss Costa Rica midiendo 1.55cm, anteriormente las mujeres con una estatura menor a 1,65cm no podían participar en el certamen nacional.
- Fabiola Calvo y Alejandra González, ya había participado en alguna edición anterior del certamen nacional.

### Datos regionales
- San José: vuelve a tener una representante en el cuadro de finalistas
- Alajuela: corona a su segunda representante de manera consecutiva, del mismo modo, es la edición en donde más participantes de la provincia son parte de las finalistas del certamen.
- Guanacaste: su última participación fue en el año 2020.
- Puntarenas: su última participación fue en el 2020.
- Heredia: vuelve a clasificar luego de que en el año 2021 fuera designada Valeria Rees.
- Limón: su última clasificación fue en la edición de 2022, cuando Kristell Ruiz se colocó como primera finalista.
- Cartago: su última participación fue en la edición del 2022.